# Rino Yanagimoto
Rino Yanagimoto (jap. 柳本理乃 Yanagimoto Rino; ur. 13 grudnia 2000 w Tsushimie) – japońska narciarska dowolna, specjalizująca się w jeździe po muldach.
Po raz pierwszy na arenie międzynarodowej pojawiła się 19 sierpnia 2014 roku w Perisher, gdzie w zawodach Australian New Zealand Cup zajęła 10. miejsce w jeździe po muldach. Nigdy nie wystąpiła na mistrzostwach świata juniorów.
W Pucharze Świata zadebiutowała 23 lutego 2019 roku w Tazawako, zajmując 23. miejsce w jeździe po muldach. Tym samym już w debiucie zdobyła pierwsze pucharowe punkty. Pierwszy raz na podium zawodów tego cyklu stanęła 12 grudnia 2021 roku w Idre Fjäll, kończąc rywalizację w muldach podwójnych na drugiej pozycji. Rozdzieliła tam na podium Francuzkę Perrine Laffont i Jakarę Anthony z Australii. W klasyfikacji generalnej jazdy po muldach w sezonie 2021/2022 zajęła dziewiąte miejsce.

## Osiągnięcia

### Mistrzostwa świata
| Miejsce | Dzień     | Rok  | Miejscowość | Konkurencja      | Zwyciężczyni    |
| ------- | --------- | ---- | ----------- | ---------------- | --------------- |
| 4.      | 25 lutego | 2023 | Bakuriani   | Jazda po muldach | Perrine Laffont |
| 7.      | 26 lutego | 2023 | Bakuriani   | Muldy podwójne   | Perrine Laffont |
| 11.     | 19 marca  | 2025 | Engadyna    | Jazda po muldach | Perrine Laffont |
| 8.      | 21 marca  | 2025 | Engadyna    | Muldy podwójne   | Jaelin Kauf     |

### Puchar Świata

#### Miejsca w klasyfikacji generalnej jazdy po muldach
- sezon 2018/2019: 162.
- sezon 2019/2020: 132.

Od sezonu 2020/2021 klasyfikacja jazdy po muldach jest jednocześnie klasyfikacją generalną.
- sezon 2020/2021: 17.
- sezon 2021/2022: 9.
- sezon 2022/2023: 6.
- sezon 2023/2024: 8.
- sezon 2024/2025: 5.

#### Miejsca na podium w zawodach
1. Idre Fjäll – 12 grudnia 2021 (muldy podwójne) – 2. miejsce
2. Idre Fjäll – 8 grudnia 2023 (jazda po muldach) – 2. miejsce
3. Idre Fjäll – 9 grudnia 2023 (muldy podwójne) – 2. miejsce
4. Bakuriani – 22 grudnia 2023 (jazda po muldach) – 2. miejsce
5. Bakuriani – 21 grudnia 2024 (muldy podwójne) – 2. miejsce
6. Ałmaty – 28 lutego 2025 (jazda po muldach) – 3. miejsce
7. Ałmaty – 1 marca 2025 (muldy podwójne) – 2. miejsce